# Miquel Boix i Carreras
Miquel Boix i Carreras (Banyoles, Pla de l'Estany 1923 - Granollers, 5 de gener de 2006) fou un químic i especialista en la indústria del plàstic català.
Llicenciat en químiques per la Universitat de Barcelona (1940-1945) i diplomat en direcció d'empreses internacionals a Saint Louis, Estats Units (1966). En una primera etapa professional (1946-1957) va treballar en el sector de la pell i el paper, com a tècnic de recerca i desenvolupament i com a director tècnic en el grup familiar Durall-Mallol, de Corró d'Avall.
Va destacar com a tècnic de recerca i desenvolupament i va exercir una valuosa tasca pedagògica, que el va dur, entre altres iniciatives, a ser un dels fundadors i també director de l'Escola Municipal de Treball de Granollers, ciutat d'on va estar regidor de Foment i Medi Econòmic del 1992 al 1996 per Unió Democràtica de Catalunya, partit en el qual militava des del 1980. El 2002 va rebre la Creu de Sant Jordi.